# 郭西德
聖郭西德（義大利語：Sant'Alberico Crescitelli，1863年6月30日－1900年7月21日），意大利天主教传教士，属于宗座外方传教会（P.I.M.E.）。

## 生平
1863年6月30日，郭西德生于意大利那不勒斯附近的阿塔维拉，属贝内旺教区，在家里11个子女之中排行第四。1880年加入宗座圣伯多禄圣保禄修院，分别在额我略大学及圣阿波利奈尔大学进修。1887年6月4日，他在罗马晋铎，然后返回家乡。1888年春，他被派往中国，同年8月抵达，在陕西南境代牧区（今漢中教區）传教。
1900年3月，拔士林主教将郭西德调往偏远的宁强县。6月2日，郭西德抵达嘉陵江畔的燕子砭镇，与当地有势力的乡绅滕尚贤为发放赈济产生冲突。7月20日晚，李荣栋等300人抓捕郭西德，遭受虐待，并在次日天亮将其杀害，弃尸江中。许多书籍将郭西德遇害归咎于义和团，这并不准确，因为义和团并未波及到陕西省。 
1901年8月21日（农历七月初八日），由于总督端方的干预，李荣栋、李连仲、杨海、潘长富、潘长贵和杨春华6人在因褒城屠杀而被处死，滕尚贤被监禁。宁强县知府刘鼎臣被撤职。总督立碑表扬郭西德，并赔偿传教区五万两白银，用作兴建教堂。宗座外方传教会资料报导在殉道后，许多信徒皈依天主教。

## 宣福與封聖
1951年2月18日，教宗庇护十二世在梵蒂冈圣伯多禄大殿宣布郭西德为真福。教宗这样描述关于郭西德神父的殉道： 
|  | 站在人的立场来说，他的死亡是可怖的；也许是历史所记录最骇人听闻的。未能幸免任何痛苦，不论是残暴的刑具，或是时间的长短、最野蛮的侮辱，或是心灵的痛苦，或是假朋友的虚伪出卖，或是谋杀者的敌意和恐吓的大喊大叫，或是被遗弃的黑暗。 |

2000年10月1日，教宗若望·保禄二世在圣伯多禄广场宣布郭西德神父等120位在华殉道者为圣人。